# Okefenokee-Zwergschwarzbarsch
Der Okefenokee-Zwergschwarzbarsch (Elassoma okefenokee) ist ein kleiner Süßwasserfisch, der in einem kleinen Gebiet im Südosten der Vereinigten Staaten von Amerika lebt.

## Merkmale
Er wird, nach unterschiedlichen Angaben, 3,4 bis 4,5 Zentimeter lang. Männchen sind dunkelbraun mit blauen Streifen auf den Flanken und am Hinter- und Unterrand des Auges. Rücken-, After und Schwanzflosse haben breite hellblaue Ränder. Die Bauchflossen sind weitgehend blau. Während der Balz werden sie mit Ausnahme der hellblauen Farbelemente schwarz. Weibchen sind marmoriert braun und schwärzlich gefärbt. Ihre Flossen sind transparent. Von allen anderen Zwergschwarzbarschen unterscheidet er sich dadurch, dass sich die Beschuppung auch auf die Oberseite des Kopfes bis vor die Augen und die Nasenlöcher erstreckt.

## Verbreitung
Okefenokee-Zwergschwarzbarsche wurden, trotz ihres Namens, bisher nicht in den Okefenokee-Sümpfen nachgewiesen. Wissenschaftlich nachgewiesene Fundorte liegen im Gebiet des unteren Altamaha River im südöstlichen Teil von Georgia. Außerdem gibt es noch Meldungen über Vorkommen im Choctawhatchee River und im Hillsborough River in West- und Zentralflorida. Bei diesen Populationen könnte es sich aber auch um eine andere Elassoma-Art handeln.

## Lebensraum
Die vom Okefenokee-Zwergschwarzbarsch bewohnten Gewässer entwässern eine mit Kiefern bestandene Landschaft mit sandigem Boden. Das Wasser ist klar und dunkel gefärbt, der pH-Wert liegt bei 6,0 bis 6,5, die Karbonathärte bei 0 °KH, der Leitwert zwischen 30 μS/cm und 210 μS/cm. Der Okefenokee-Zwergschwarzbarsch lebt in langsam fließenden Bächen mit starker Vegetation und schlammigem Grund und in Sümpfen. Die Gewässer sind mit Ceratophyllum, Ludwigia, Najas, Sagittaria und Utricularia bewachsen.

## Weblink
- Elassoma okefenokee in der Roten Liste gefährdeter Arten der IUCN 2013.2. Eingestellt von: NatureServe, 2011. Abgerufen am 10. Februar  2014.